# Raport Faure’a
Raport Faure’a – raport stworzony przez Międzynarodową Komisję do spraw Rozwoju Edukacji powołaną w 1971 roku, której przewodniczył Edgar Faure. Komisja stworzyła raport na podstawie wizytacji 23 krajów, odbyciu 6 sesji, przeprowadzeniu konsultacji z 13 międzynarodowymi organizacjami w czterech międzynarodowych konferencjach. Raport przedłożony został inicjatorowi tego przedsięwzięcia dyrektorowi generalnemu UNESCO René Maheu 18 maja 1972 roku, pod angielskim tytułem: Learning to be. The World of education today and tomorrow. W roku 1975 wydano tekst raportu w języku polskim Uczyć się, aby być. Zawiera on informacje o stanie i potrzebach rozwoju edukacji.

## Struktura raportu
Treść raportu składa się z trzech głównych części
- Stwierdzenia – przedstawiającego rozwój i aktualny stan edukacji,
- Przyszłości – ukazującej kierunki dalszego rozwoju i reformy,
- Społeczności wychowującej – jako współczesnej strategii edukacyjnej.

W pierwszej części stwierdzono, że edukacja spełnia ważne zadania, które rozwijają społeczeństwo i prowadzą do demokratyzacji oraz obywatelskiej aktywności. Opisano stan edukacji. Zauważono, że pod wpływem rozwoju przemysłu, techniki, komunikacji
i automatyzacji od edukacji zaczęto wymagać by lepiej przygotowywała pokolenia do pracy, życia, aktywności obywatelskiej i kulturalnej. Edukacja  ma spełniać potrzeby rozwoju i wyzwalać go. W XX wieku nastąpiła eksplozja demograficzna przyczyniająca się do zwiększenia liczby szkół. Zaczęto wówczas upowszechniać kolejne etapy szkolnictwa oraz modernizować procesy kształcenia. Edukacja zaczęła być czynnikiem politycznym w demokratyzujących się społeczeństwach. Nastąpił rozwój innych form edukacji: pozaszkolnej i oświata dorosłych. W raporcie wskazano niedostatki programów w zakresie wychowania społecznego i naukowego.
Druga część raportu obejmuje trzy działy: Czas pytań, Fakty zapowiadające przyszłość, Cele nadrzędne. W tej części autorzy raportu wskazują na groźne zjawiska (bezrobocie, nierównowagę ekologiczną, wynaturzenia społeczne) oraz kierunek przemian wewnętrznych i zewnętrznych. Według nich nauka i technika powinny stać się podstawą rozwoju edukacji. Głównym celem edukacji powinno stać się kształcenie naukowego myślenia.
Trzecia część zawiera  wskazania dla polityki i strategii planowania oświatowego. Głównym elementem w planowaniu reformy jest uwzględnienie aktywności i motywacji środowiska społecznego.

## Zasady zmian oświaty
W raporcie Komisji zawarte jest 21 propozycji zasad dotyczących  nowej polityki oświatowej. Zasady te mówią o tym, że:
1. każdy człowiek powinien mieć możliwość uczenia się przez całe życie i to powinno być naczelna ideą polityki oświatowej,
2. należy przywrócić kształceniu charakter doświadczenia życiowego, oświata powinna tworzyć ruch społeczny,
3. koniecznością jest odformalizowanie instytucji, kształcenie powinno być prowadzone z pomocą wielorakich środków,
najważniejszym powinno być to czego człowiek się nauczył i co umie, wybór środków i metod kształcenia musi być swobodny, powinien liczyć się wynik końcowy kształcenia, gdyż wszystkie drogi do jego uzyskania należy traktować jako wartościowe,
4. należy zapewnić drożność i szerokie możliwości wyboru; system powinien być pełny i otwarty, ma on ułatwiać uczącym się przechodzenie z jednej instytucji do drugiej, koniecznym jest usunięcie sztucznych barier między różnymi typami, cyklami i szczeblami nauczania oraz między kształceniem formalnym i nieformalnym,
5. skuteczność polityki oświatowej i kulturalnej zależy od strategii wychowania w wieku przedszkolnym,
6. każdy powinien mieć zapewnione nauczanie elementarne w pełnym wymiarze czasu,
7. należy rozszerzyć kształcenie ogólne, by miało ono charakter teoretyczny, techniczny i praktyczny, trzeba zmierzać do usunięcia sztucznych podziałów między różnymi typami nauczania,
8. młodzieży powinno się przyswajać umiejętności wykonywania różnych zadań i  umożliwić stałe doskonalenie się w miarę zmieniających się warunków pracy, chodzi tu przede wszystkim o optymalizację ruchliwości zawodowej,
9. zakłady pracy mają pełnić rolę wychowawczą, instytucje oświatowe maja współpracować z przedsiębiorstwami,
10. powinno zróżnicować kształcenie na poziomie wyższym tak, aby instytucje były zdolne spełnić coraz liczniejsze potrzeby indywidualne i zbiorowe,
11. posiadana wiedza, zdolności i umiejętności powinny stanowić kryterium przyjęcia do wybranego typu szkoły i na stanowiska pracy,
12. najistotniejszą kwestia w strategii oświatowej powinna być oświata dorosłych,
13. pamiętać trzeba, że alfabetyzacja jest tylko częścią oświaty dorosłych,
14. samokształcenie kierowane posiada niezastąpione walory, powinny istnieć instytucje i urządzenia popierające samodzielną naukę,
15. należy wprowadzić nowe techniki odtwarzania i porozumiewania się, by unowocześnić technologię kształcenia,
16. koniecznym do spełnienia poprzedniej zasady jest powstanie ruchu dążącego do wdrażania tych metod,
17. należy znieść hierarchie między różnymi kategoriami nauczycieli, powinni mieć oni jednakowy status,
18. wykształcenie nauczycieli powinno przygotowywać ich do pełnienia roli wychowawców, należy skrócić pierwszy cykl kształcenia nauczycieli i organizować po nim doskonalenia,
19. znaczenia nabierają wychowawcy zawodowi i niezawodowi, trzeba zwiększyć liczbę dobrowolnych lub częściowo płatnych pomocników w działalności wychowawczej,
20. tryb nauczania powinien być przystosowany do ucznia,  ma on być centralnym punktem każdego działania wychowawczego i oświatowego,
21. należy pobudzić w uczniu wewnętrzne procesy aktywnego współuczestnictwa w procesie kształcenia, powinni mieć oni możliwość podjęcia odpowiedzialności.
Raport stworzony przez Komisję wskazał przede wszystkim potrzeby i kierunki dalszego rozwoju systemu oświatowego. Podstawowym dążeniem powinno być demokratyzowanie oświaty (zapewnienie udziału społeczeństwa w decyzjach dotyczących oświaty
i wychowania), zindywidualizowanie kształcenia (traktowanie wszystkich podmiotowo), oraz uzyskanie elastyczności oświaty (przystosowanie jej do stale zmieniających się zewnętrznych warunków życia ludzi oraz ich potrzeb i zainteresowań intelektualnych).

## Znaczenie raportu
Opracowanie raportu przyczyniło się do ożywienia prac nad systemem oświaty oraz zapoczątkowało okres reform i przemian w edukacji w wielu krajach. Inne kraje  zainspirowane znaczeniem raportu Faure’a przygotowały raporty dla rozwoju systemów oświatowych. Postulaty zawarte w tym raporcie są nadal aktualne i przydatne
w modernizacji oświaty.
Innym raportem UNESCO poruszającym zagadnienia edukacji ustawicznej jest Raport Delorsa pod tytułem: Edukacja. Jest w niej ukryty skarb, opublikowany w 1996 roku, w którym hasło „uczyć się aby być” stanowi jeden z czterech filarów edukacji.